# Trận Nedao
Trận Nedao, dựa theo tên của Nevada, một chi lưu của Sông Sava, là một trận chiến diễn ra ở Pannonia vào năm 454. Sau cái chết của Attila người Hung, lực lượng quân đội liên minh của các bộ tộc người Đức dưới sự lãnh đạo của Ardaric, Vua của người Gepid, đã đánh bại quân Hung của Ellac, con trai Attila, người đã chiến đấu để tranh giành ngôi vị và quyền lực với hai người anh cùng cha khác mẹ là Irnik và Dengizich sau khi Attila mất. Trận chiến kết thúc với sự thất bại của người Hung và cái chết của Ellac, khiến cho đế quốc Hung mau chóng sụp đổ và biến mất chỉ sau một thời gian ngắn. Theo sử gia Jordanes sống vào thế kỷ thứ 6 cho biết thì:
 Và rồi các dân tộc quả cảm nhất đã xé lẻ nhau ra thành từng mảnh. Vì lẽ đó, theo tôi nghĩ thì nó sẽ phải xuất hiện một cảnh tượng khác thường, nơi mà sức mạnh được thể hiện thông qua cách mà người Goth chiếu đấu với cây thương, người Gepidae quấy phá với thanh kiếm, người Rugi phá vỡ ngọn giáo bằng những vết thương đẫm máu của họ, người Suavi chiến đấu với đôi chân trần, người Hung với cây cung, người Alani xông lên chiến tuyến bằng những lực lượng vũ trang hạng nặng và những chiến binh trang bị nhẹ của người Heruli.
Địa vị thống trị của người Hung tại Trung và Đông Âu bị tan vỡ sau cuộc chiến này, một số ít người Hung còn lại bị Ardaric trục xuất sau một cuộc vây hãm kéo dài.